# Дзецьморовиці
Дзецьморовиці (пол. Dziećmorowice, нім. Dittmansdorf) — село в Польщі, у гміні Валім Валбжиського повіту Нижньосілезького воєводства.
Населення — 1374 особи (2011).
У 1975-1998 роках село належало до Валбжиського воєводства.

## Демографія
Демографічна структура станом на 31 березня 2011 року:
|          | Загалом | Допрацездатний вік | Працездатний вік | Постпрацездатний вік |
| -------- | ------- | ------------------ | ---------------- | -------------------- |
| Чоловіки | 689     | 118                | 503              | 68                   |
| Жінки    | 685     | 105                | 438              | 142                  |
| Разом    | 1374    | 223                | 941              | 210                  |